# Chingia pricei
Chingia pricei är en kärrbräkenväxtart som beskrevs av Holtt. Chingia pricei ingår i släktet Chingia och familjen Thelypteridaceae. Inga underarter finns listade.